# Dorset Football League
Dorset Football League là một giải bóng đá Anh, góp đội cho Dorset Premier Football League, nằm ở cấp độ 11 trong Hệ thống các giải bóng đá ở Anh. Vì vậy, Dorset Senior League là một giải đấu ở cấp độ 12.

## Các câu lạc bộ mùa giải 2015–16
| Senior Division           |
| ------------------------- |
| Blandford United Dự bị    |
| Chickerell United         |
| Corfe Mullen United       |
| Dorchester Sports         |
| Piddletrenthide Spartans  |
| Poole Borough             |
| Portland United Dự bị     |
| Sturminster Newton United |
| Westland Sports Dự bị     |
| Witchampton United        |

| Division One                 |
| ---------------------------- |
| Boscombe Polonia             |
| Canford United               |
| Dorchester Sports Dự bị      |
| Gillingham Town 'A'          |
| Milborne Port                |
| Portland Town                |
| Shaftesbury Town Dự bị       |
| Swanage Town & Herston Dự bị |
| Wincanton Town Dự bị         |

| Division Two            |
| ----------------------- |
| AFC Blandford           |
| AFC Milborne            |
| Broadstone              |
| Chickerell United Dự bị |
| Corfe Castle            |
| Mere Town Dự bị         |
| Parley Sports Dự bị     |
| Piddlehinton United     |
| Portesham United        |
| Puddletown              |
| Tisbury                 |
| Wareham Rangers Dự bị   |
| Wool & Winfrith         |

| Division Three                  |
| ------------------------------- |
| Broadstone Dự bị                |
| Handley Sports                  |
| Maiden Newton & Cattistock      |
| Milborne Port Dự bị             |
| Owermoigne                      |
| Portland Town Dự bị             |
| Portland United Youth           |
| Stalbridge                      |
| Sturminster Newton United Dự bị |

| Division Four                     |
| --------------------------------- |
| AFC Blandford Dự bị               |
| Corfe Mullen United Dự bị         |
| Donhead United                    |
| Kangaroos                         |
| Marnhull                          |
| Pimperne Sports Society           |
| Portland Town 'A'                 |
| South Cheriton United Dự bị       |
| Sturminster Marshall              |
| Wool & Winfrith Dự bị             |
| United Football Club of Poundbury |

| Division Five                 |
| ----------------------------- |
| Chickerell United 'A'         |
| Corfe Castle Dự bị            |
| Crossways Spitfires           |
| Lytchett & Upton Red Triangle |
| Marnhull Dự bị                |
| Okeford United                |
| Portland Town 'B'             |
| Wool & Winfrith 'A'           |

## Đội vô địch
| Mùa giải | Senior Division       |
| -------- | --------------------- |
| 2006–07  | Wincanton Town        |
| 2007–08  |                       |
| 2008–09  | Parley Sports         |
| 2009–10  | Easton United         |
| 2010–11  | Tintinhull            |
| 2011–12  | Portland United Dự bị |
| 2012–13  | Mere Town             |
| 2013–14  | Westland Sports       |
| 2014–15  | Holt United           |